# Nicolás Palavecino
Jeremías Nicolás Palavecino (Mburucuyá, 29 de marzo de 2003) es un futbolista argentino que se desempeña como mediocentro ofensivo en Defensa y Justicia de la Primera División de Argentina.

## Trayectoria
Formado en las categorías inferiores de Estudiantes de La Plata, debutó con el primer equipo el 26 de julio de 2021 en el partido de Primera División perdido 1-0 ante Independiente.
En julio de 2022 es cedido por seis meses a préstamo al Montevideo City Torque de Uruguay. El 24 de septiembre de 2022 convierte su primer gol en primera división en el triunfo del City Torque ante el poderoso Peñarol.
En enero de 2023 retorna a Estudiantes donde tiene más participación en el primer equipo.
Integró el plantel profesional de Estudiantes de La Plata que, el 13 de diciembre de 2023, fue campeón de la Copa Argentina 2023.
En enero de 2024 se va en calidad de préstamo con opción a Defensa y Justicia por una temporada.
El 25 de abril de 2024 convierte su primer gol internacional en la derrota ante Independiente de Medellín 2 a 1 por Copa Sudamericana 2024.
En diciembre de 2024, Defensa y Justicia ejecuta la cláusula de compra por el 50% del pase en 400 mil dólares.

## Selección nacional
En mayo de 2022 es convocado por el director técnico de la selección de fútbol sub-20 de Argentina, Javier Mascherano, para integrar los entrenamientos en vistas de disputar el Torneo Internacional Maurice Revello.

## Clubes

### Estadísticas
- Actualizado hasta el 06 de diciembre de 2024. (según transfermarkt.com.ar)

| Estudiantes de La Plata Argentina | 1.ª                 | 2021                | 4  | 0 | 0  | 0 | 0 | 0 | 4  | 0 |
| Estudiantes de La Plata Argentina | 1.ª                 | 2022                | 0  | 0 | 1  | 0 | 1 | 0 | 2  | 0 |
| Estudiantes de La Plata Argentina | 1.ª                 | 2023                | 2  | 0 | 4  | 0 | 2 | 0 | 8  | 0 |
| Estudiantes de La Plata Argentina | Total club          | Total club          | 6  | 0 | 5  | 0 | 3 | 0 | 14 | 0 |
| Montevideo City Torque · Uruguay | 1.ª                 | 2022                | 11 | 1 | 2  | 0 | — | — | 13 | 1 |
| Montevideo City Torque · Uruguay | Total club          | Total club          | 11 | 1 | 2  | 0 | 0 | 0 | 13 | 1 |
| Defensa y Justicia Argentina | 1.ª                 | 2024                | 12 | 0 | 4  | 0 | 6 | 1 | 22 | 1 |
| Defensa y Justicia Argentina | 1.ª                 | 2025                | 0  | 0 | 0  | 0 | 0 | 0 | 0  | 0 |
| Defensa y Justicia Argentina | Total club          | Total club          | 12 | 0 | 4  | 0 | 6 | 1 | 22 | 1 |
| Total en su carrera | Total en su carrera | Total en su carrera | 29 | 1 | 11 | 0 | 9 | 1 | 49 | 2 |
| (1) Incluye Copa Argentina, Supercopa Argentina, Copa de la Superliga Argentina y Copa AUF Uruguay (2) Incluye Copa Sudamericana y Copa Libertadores. |                     |                     |    |   |    |   |   |   |    |   |

## Palmarés

### Campeonatos nacionales
| Título         | Club                    | Sede  | Año  |
| -------------- | ----------------------- | ----- | ---- |
| Copa Argentina | Estudiantes de La Plata | Lanús | 2023 |